# Resolutie 1560 Veiligheidsraad Verenigde Naties
Resolutie 1560 van de Veiligheidsraad van de Verenigde Naties werd unaniem door de VN-Veiligheidsraad aangenomen op 14 september 2004 en verlengde de waarnemingsmissie op de Ethiopisch-Eritrese grens.

## Achtergrond
Na de Tweede Wereldoorlog werd Eritrea bij Ethiopië gevoegd als een federatie. In 1962 maakte keizer Haile Selassie er een provincie van, waarop de Eritrese Onafhankelijkheidsoorlog begon. In 1991 bereikte Eritrea na een volksraadpleging die onafhankelijkheid. Er bleef echter onenigheid over een aantal grensplaatsen. In 1998 leidde een grensincident tot een oorlog waarbij tienduizenden omkwamen. Pas in 2000 werd een akkoord bereikt en een 25 kilometer brede veiligheidszone ingesteld die door de UNMEE-vredesmacht werd bewaakt. Een gezamenlijke grenscommissie wees onder meer de stad Badme toe aan Eritrea, maar jaren later werd het gebied nog steeds door Ethiopië bezet.

## Inhoud

### Waarnemingen
Het vredesproces tussen Ethiopië en Eritrea was intussen in een impasse beland door het gebrek aan vooruitgang in de grensafbakening. De grenscommissie had ook in haar veertiende rapport laten weten dat ze onder de omstandigheden niet kon voort werken. Ethiopië bleef belangrijke delen van de beslissing van de commissie verwerpen en werkte ook gebrekkig mee. Eritrea bleef dan weer weigeren samen te werken met de speciale gezant van secretaris-generaal Kofi Annan.

### Handelingen
Het mandaat van de UNMEE-waarnemingsmissie werd wederom verlengd, tot 15 maart 2005. De partijen werden opgeroepen mee te werken met de missie. De Veiligheidsraad verwelkomde de beslissing van Ethiopië om een directe vliegroute toe te laten tussen Asmara en Addis Abeba. Beiden werden ook opgeroepen mee te werken met de grenscommissie. Op Ethiopië werd ook aangedrongen de beslissing van die commissie te aanvaarden.

## Verwante resoluties
- Resolutie 1507 Veiligheidsraad Verenigde Naties (2003)
- Resolutie 1531 Veiligheidsraad Verenigde Naties
- Resolutie 1586 Veiligheidsraad Verenigde Naties (2005)
- Resolutie 1622 Veiligheidsraad Verenigde Naties (2005)

Lijst ·  1522 ·  1523 ·  1524 ·  1525 ·  1526 ·  1527 ·  1528 ·  1529 ·  1530 ·  1531 ·  1532 ·  1533 ·  1534 ·  1535 ·  1536 ·  1537 ·  1538 ·  1539 ·  1540 ·  1541 ·  1542 ·  1543 ·  1544 ·  1545 ·  1546 ·  1547 ·  1548 ·  1549 ·  1550 ·  1551 ·  1552 ·  1553 ·  1554 ·  1555 ·  1556 ·  1557 ·  1558 ·  1559 ·  1560 ·  1561 ·  1562 ·  1563 ·  1564 ·  1565 ·  1566 ·  1567 ·  1568 ·  1569 ·  1570 ·  1571 ·  1572 ·  1573 ·  1574 ·  1575 ·  1576 ·  1577 ·  1578 ·  1579 ·  1580